# Larentius Erhard
Larentius Erhard   (Haguenau, 5 d'abril de 1598 - Frankfurt del Main, 6 de novembre de 1669), conegut també com a Lorenz Erhard, fou un músic i professor de cant alemany.
Fou professor de música al Sarbrück, Estrasburg i Hanau, i el 1640 aconseguí el càrrec de professor de cant en l'Institut de Frankfurt.
Publicà:
- Compendium musices latino-germanicum, cui recens nunc accedunt; 1.º) Treicinia, 2.º) Fugae, 3.º) Discursus musicalis, 4.º), Index terminorum musicalium, 5.º), Rudimenta arithmetica, 6.º) Appendix nova a arithmetica pertinens (Frankfurt, 1640-1660);
- Harmonisches Choral und Figural Gesangbuch (Frankfurt, 1659);
- Compendium musices actius editum, as ist kurzer, jedoch recht, Bericht von der Sing-kunst, der Musik liebhabenden Jungend zum besten in dieser zweyten Edition vermehrter vorgesteller (Frankfurt, 1669).